# Финистер
Финистер (фр. Finistère) департман је у западној Француској. Припада региону Бретања, а главни град департмана (префектура) је Кемпер. Департман Финистер је означен редним бројем 29. Његова површина износи 6.733 km². По подацима из 2010. године у департману Финистер је живело 897.628 становника, а густина насељености је износила 133 становника по км².
Овај департман је административно подељен на:
- 4 округа
- 54 кантона и
- 283 општина.

## Демографија
| 1962.   | 1968.   | 1975.   | 1982.   | 1990.   | 1999.   | 2006.   | 2011.   |
| ------- | ------- | ------- | ------- | ------- | ------- | ------- | ------- |
| 749.558 | 768.929 | 804.088 | 828.164 | 838.687 | 852.418 | 883.001 | 899.870 |